# Astragalus reflexistipulus
Astragalus reflexistipulus är en ärtväxtart som beskrevs av Friedrich Anton Wilhelm Miquel. Astragalus reflexistipulus ingår i släktet vedlar, och familjen ärtväxter. Inga underarter finns listade i Catalogue of Life.